# NGC 1786
NGC 1786 في الفهرس العام الجديد، هو عنقود نجمي، يقع في كوكبة أبو سيف (كوكبة). اكتشف في 26 نوفمبر 1834 . بواسطة جون هيرشل .

## روابط خارجية
- NGC 1786 على موقع ويكي سكاي: DSS2, SDSS, GALEX, IRAS, Hydrogen α, X-Ray, Astrophoto, Sky Map, Articles and images